# Austria na Mistrzostwach Świata w Lekkoatletyce 2011
Austria na Mistrzostwach Świata w Lekkoatletyce 2011 – reprezentacja Austrii podczas czempionatu w Daegu liczyła 4 zawodników.

## Występy reprezentantów Austrii

### Mężczyźni

#### Konkurencje biegowe
| Konkurencja    | Zawodnik      | Runda 1  | Runda 1 | Runda 2  | Runda 2 | Półfinał | Półfinał | Finał    | Finał   |
| Konkurencja    | Zawodnik      | Rezultat | Pozycja | Rezultat | Pozycja | Rezultat | Pozycja  | Rezultat | Pozycja |
| -------------- | ------------- | -------- | ------- | -------- | ------- | -------- | -------- | -------- | ------- |
| Bieg na 1500 m | Andreas Vojta |          |         | 3:41,34  | 22      |          |          |          |         |

#### Konkurencje techniczne
| Konkurencja  | Zawodnik      | Eliminacje | Eliminacje | Finał    | Finał   |
| Konkurencja  | Zawodnik      | Rezultat   | Pozycja    | Rezultat | Pozycja |
| ------------ | ------------- | ---------- | ---------- | -------- | ------- |
| Rzut dyskiem | Gerhard Mayer | 61,47 m    | 20         |          |         |

### Kobiety

#### Konkurencje biegowe
| Konkurencja                | Zawodnik      | Runda 1  | Runda 1 | Runda 2  | Runda 2 | Półfinał | Półfinał | Finał    | Finał   |
| Konkurencja                | Zawodnik      | Rezultat | Pozycja | Rezultat | Pozycja | Rezultat | Pozycja  | Rezultat | Pozycja |
| -------------------------- | ------------- | -------- | ------- | -------- | ------- | -------- | -------- | -------- | ------- |
| Bieg na 100 m przez płotki | Beate Schrott |          |         | 13,25    | 24 Q    | 13,02    | 18       |          |         |

#### Konkurencje techniczne
| Konkurencja    | Zawodnik        | Eliminacje | Eliminacje | Finał    | Finał   |
| Konkurencja    | Zawodnik        | Rezultat   | Pozycja    | Rezultat | Pozycja |
| -------------- | --------------- | ---------- | ---------- | -------- | ------- |
| Rzut oszczepem | Elisabeth Eberl | 56,48 m    | 25         |          |         |